# Departamento de Iguazú
Departamento de Iguazú är en kommun i Argentina.   Den ligger i provinsen Misiones, i den nordöstra delen av landet, 1 000 km norr om huvudstaden Buenos Aires. Antalet invånare är 81 215.
I omgivningarna runt Departamento de Iguazú växer i huvudsak städsegrön lövskog. Runt Departamento de Iguazú är det ganska glesbefolkat, med 27 invånare per kvadratkilometer.